# Greg Malone (Eishockeyspieler)
William Gregory „Greg“ Malone (* 8. März 1956 in Chatham, New Brunswick) ist ein ehemaliger kanadischer Eishockeyspieler und -scout, der im Verlauf seiner aktiven Karriere zwischen 1973 und 1987 unter anderem 724 Spiele für die Pittsburgh Penguins, Hartford Whalers und Nordiques de Québec in der National Hockey League auf der Position des Centers bestritten hat. Anschließend arbeitete er 25 Jahre lang als Scout für seinen Ex-Klub in Pittsburgh sowie die Phoenix Coyotes und Tampa Bay Lightning in der NHL.

## Karriere
Malone verbrachte seine Juniorenzeit nach Abschluss der High School in Fredericton ab der Saison 1973/74 bei den Oshawa Generals in der Ontario Hockey Association bzw. Ontario Major Junior Hockey League. Dort spielte der Angreifer drei Jahre lang für das Team, ehe er im Sommer 1976 sowohl im NHL Amateur Draft 1976 in der zweiten Runde an 19. Stelle von den Pittsburgh Penguins aus der National Hockey League als auch im WHA Amateur Draft 1976 in der siebten Runde an 76. Position von den Indianapolis Racers aus der mit der NHL konkurrierenden World Hockey Association ausgewählt wurde.
Der begabte Offensivspieler wechselte daraufhin umgehend zu den Pittsburgh Penguins in die NHL, wo er für die folgenden sieben Spielzeiten ein fester Bestandteil des Kaders war. Mit der Ausnahme von zwei Spielzeiten – darunter sein Rookiejahr – erreichte er stets die Marke von 50 Scorerpunkten. Dennoch trennten sich die Penguins im September 1983 kurz vor dem Saisonbeginn von ihrem Spielmacher, der in den vorangegangenen zwei Spieljahren durch Defizite in der Defensive auffiel, und transferierten ihn im Tausch für ein Fünftrunden-Wahlrecht im NHL Entry Draft 1985 zu den Hartford Whalers. Dort wurde das Spiel des Kanadiers wieder ausgewogener, er blieb mit zwei Spielzeiten über 50 Punkten aber in der Offensive weiter produktiv. Im Verlauf seines dritten Jahres bei den Whalers erfolgte im Januar 1986 ein weiterer Transfer. Er wechselte zu den Nordiques de Québec, die im Gegenzug Wayne Babych erhielten. Malone beendete die Spielzeit bei den Kanadiern, ehe er nach dem Beginn der Saison 1986/87 zum Farmteam Fredericton Express in die American Hockey League abgeschoben wurde. Nach der Saison beendete er im Alter von 31 Jahren seine aktive Karriere.
In der Folge begann Malone als Scout zu arbeiten. Ab der Spielzeit 1988/89 war er für sein Ex-Team in Pittsburgh als Scout im Amateurbereich tätig. Mit Beginn des Folgejahres stieg er zum Direktor der Scoutingabteilung auf und gewann in den Jahren 1991 und 1992 den Stanley Cup mit den Pens. Den Posten des Scoutingdirektors besetzte Malone in dieser Form bis in die Saison 2006/07 hinein, als er sich dem Scouting des Ligakonkurrenten Phoenix Coyotes anschloss. Dort brachte er bis zum Sommer 2009 seine Erfahrungen in das Profiscouting ein. Anschließend war er von 2009 bis 2013 als Scout bei den Tampa Bay Lightning angestellt, wo er Chef des Profiscoutings war.

## Karrierestatistik
(Legende zur Spielerstatistik: Sp oder GP = absolvierte Spiele; T oder G = erzielte Tore; V oder A = erzielte Assists; Pkt oder Pts = erzielte Scorerpunkte; SM oder PIM = erhaltene Strafminuten; +/− = Plus/Minus-Bilanz; PP = erzielte Überzahltore; SH = erzielte Unterzahltore; GW = erzielte Siegtore; 1 Play-downs/Relegation; Kursiv: Statistik nicht vollständig)

## Familie
Malone entstammt einer großen Eishockeyfamilie. Sein sechs Jahre jüngerer Bruder Jim Malone war ebenfalls professioneller Eishockeyspieler, schaffte es aber nicht in die National Hockey League, obwohl er im NHL Entry Draft 1980 bereits an 14. Gesamtposition von den New York Rangers ausgewählt worden war. Er beendete seine Profikarriere aber bereits als 23-Jähriger vorzeitig.
Greg Malones Söhne Mark und Ryan verfolgten ebenfalls eine Profikarriere. Während Mark nur kurzzeitig in der ECHL spielte, bestritt Ryan annähernd 700 NHL-Spiele für die Pittsburgh Penguins, Tampa Bay Lightning und New York Rangers. Seine zwei Neffen, die Söhne seines Bruders Jim, waren ebenfalls im Eishockey tätig. Brad Malone schaffte es als Spieler ebenfalls in die NHL, lief aber hauptsächlich in der American Hockey League auf. Brett Malone beendete seine Karriere nach den Junioren, wo er unter anderem für die Moncton Wildcats, Cape Breton Screaming Eagles und Saint John Sea Dogs in der Ligue de hockey junior majeur du Québec aufgelaufen war.